# Neoperla bicornuta
Neoperla bicornuta is een steenvlieg uit de familie borstelsteenvliegen (Perlidae). De wetenschappelijke naam van de soort is voor het eerst geldig gepubliceerd in 1995 door Yang & Yang.